# 林硕 (生物学家)
林硕，中华人民共和国教育部长江学者讲座教授，加州大学洛杉矶分校教授， 2009年入选中国国家千人计划，长期从事动物遗传和发育学及化学生物学研究。